# Sinningia richii
Sinningia richii är en tvåhjärtbladig växtart som beskrevs av Clayberg. Sinningia richii ingår i släktet Sinningia och familjen Gesneriaceae. Inga underarter finns listade i Catalogue of Life.